# Jedwabno (województwo warmińsko-mazurskie)
Jedwabno (niem. Jedwabno, w latach 1938–1945 Gedwangen) – wieś mazurska w Polsce położona w województwie warmińsko-mazurskim, w powiecie szczycieńskim, w gminie Jedwabno.
W latach 1954–1972 wieś należała i była siedzibą władz gromady Jedwabno. W latach 1975–1998 miejscowość administracyjnie należała do województwa olsztyńskiego.
Miejscowość turystyczna, jest siedzibą gminy Jedwabno. We wsi najdują się rzymskokatolicki kościół parafialny św. Józefa, wybudowany w 1932 r. i filiał kościoła ewangelickiego.

## Historia
Według jednych źródeł wieś założona około 1380 r. na miejscu grodziska Prusów. Inne wskazują, że miejscowość wymieniana była w dokumentach w 1397 r., założona prawdopodobnie na miejscu staropruskiej osady. W średniowieczu była to duża osada bartnicza, a od XVI wieku duża wieś targowa, z prawem do organizowania jednego jarmarku rocznie. W 1380 roku wybudowano w zachodniej części wsi nad nieistniejącym jeziorem niewielką fortyfikację krzyżacką, która w XIV wieku wyposażona była w 2 ciężkie kusze, 2 miotacze i 3,5 kopy strzał. Zapisy ksiąg czynszowych z 1436 wskazują, że Jedwabno posiadało tradycje starej wsi bartnickiej. W 1579 r. wzmiankowano istnienie we wsi parafii. W 1782 wieś liczyła 57 gospodarstw i pełniło funkcję osady targowej. 
Kościół ewangelicki został spalony zimą 1945, później rozebrany i już nie odbudowany. 
Podczas akcji germanizacyjnej nazw miejscowych i fizjograficznych utrwalona historycznie nazwa niemiecka Jedwabno została w 1938 r. zastąpiona przez administrację nazistowską sztuczną formą Gedwangen.

## Zabytki
- kościół katolicki pw. św. Józefa, zbudowany w latach 1930-1932. Obiekt jest murowany z drewnianą wieżą, założony na planie prostokąta z trójbocznie zamkniętym prezbiterium. Dach dwuspadowy. Ołtarz główny w stylu neorenesansowym, przed ołtarzem neogotycka balustrada[8].
- domy o charakterze kamieniczek (ul. 1 Maja, ul Odrodzenia, ul. Olsztyńska)
- domy drewniane (ul. Odrodzenia, ul. Olsztyńska)
- cmentarz ewangelicki, położony po obu stronach drogi do Nidzicy, ze starymi drzewami oraz słabo zachowanymi nagrobkami.

## Wspólnoty wyznaniowe
- Kościół Ewangelicko-Augsburski w RP:
  - filiał Jedwabno należący do Parafii Ewangelicko-Augsburskiej w Pasymiu, nabożeństwa prowadzone są w budynku przy ul. Olsztyńskiej 12[6]
- Kościół rzymskokatolicki:
  - parafia św. Józefa i Matki Bożej Częstochowskiej – kościół św. Józefa i Matki Bożej Częstochowskiej[5]